# Озерецкое (Калининский район)
Озерецкое — деревня в Калининском районе Тверской области. Входит в состав Верхневолжского сельского поселения.

## География
Деревня находится в юго-восточной части Тверской области на расстоянии приблизительно 23 км на юг-юго-запад от города Тверь на западном берегу озера Шейно.

## История
Деревня была отмечена на карте еще 1840 года. В 1859 году здесь (деревня Тверского уезда Тверской губернии) было учтено 46 дворов.

## Население
Численность населения: 361 человек (1859 год), 5 (русские 100 %) в 2002 году, 1 в 2010.